# 豪州
豪州，中国古代的州。
- 南朝梁分北新州设置豪州，当在今湖北省钟祥市、京山市等地。
- 豪州即濠州。在今安徽省凤阳县东北临淮镇西。《元史·地理志》濠州：“阻淮带山，与寿阳俱为淮南之险都，名初从豪，后加水为濠。”
- 蒙古帝国置豪州，属懿州。治所在今辽宁省阜新蒙古族自治县东北、饶阳河之西。至元六年（1269年）废入顺安县。

另外，日文将澳洲译作豪州。